# Тевоз, Мишель
Мише́ль Тево́з (фр. Michel Thévoz; 15 июля 1936, Лозанна) — французский философ, историк искусства, хранитель коллекции ар брют в Лозанне с 1976 по 2001, профессор истории искусства и музейного дела Лозаннского университета с 1986 по 2001.

## Биография
Мишель Тевоз — выпускник Лозаннского университета и Высшей школы Лувра. С 1955 по 1975 работал хранителем Кантонального музея изящных искусств в Лозанне. Когда в феврале 1976 года Жан Дюбюффе открыл свою коллекцию ар брют для широкой публики, Мишель Тевоз стал её хранителем.
Параллельно он занимается популяризацией этого направления: его богато иллюстрированная монография «Ар брют» (1975) была одной из первых работ, посвящённых творчеству маргиналов. В годы работы хранителем под его руководством выходила серия изданий, рассказывающих о тех, чьи произведения находятся в коллекции. Среди них — Алоиза, Луи Суттер, Адольф Вёльфли, Рафаэль Лонне.
Кроме того, Мишель Тевоз — автор нескольких десятков работ, посвящённым пограничным состояниям в искусстве, спиритизму, сумасшествию, самоубийству, а также восприятию искусства, художественной критике и академизму.